# Jagsal
Jagsal è una frazione della città tedesca di Schlieben.

## Amministrazione
La frazione di Jagsal è rappresentata da un sindaco di frazione (Ortsvorsteher).